# 다비드 수아소
오스카르 다비드 수아소 벨라스케스(스페인어: Óscar David Suazo Velázquez, 1979년 11월 5일, 온두라스 산페드로술라 ~)는 온두라스의 전 축구 선수이다. 수아소는 2000년 하계 올림픽 당시에 온두라스 대표로 참가한 적이 있으며, 사촌 마이노르 수아소와 엔드리 토마스도 축구 선수로 활약하고 있다.

## 선수 경력
수아소는 1999년에 칼리아리 칼초로 이적하였다. 마우로 에스포시토, 안토니오 란젤라로 형성된 3톱의 정점을 맡아 2005-06 시즌에 22골을 넣었는데, 이 영향으로 클럽 최다 득점 기록을 갱신하고 세리에 A 득점 순위 3위에 올랐다. 좋은 활약으로 각 국의 큰 클럽들로부터 오퍼를 끊임 없이 받아, 향후의 거취가 주목되고 있었다. 한 때는 AC 밀란으로의 이적이 정해졌다는 소문이 돌았으나, 최종적으로 2007-08 시즌부터 FC 인테르나치오날레 밀라노로 이적하였다.
인테르나치오날레에서는 8골을 기록하는등 그런대로 활약하였으나, 2008-09 시즌부터 감독으로 부임한 조제 모리뉴가 마리오 발로텔리를 기용하는 바람에 주전에서 밀려나게 되었다. 출장 기회를 빼앗긴 수아소는 이적을 희망하였고, 결국 벤피카에서 임대 선수 생활을 하게 되었고, 2008-09 시즌 인테르나치오날레으로 복귀하였다. 그러나 복귀한 뒤에도 출장 기회를 잡지 못한 수아소는 제노아에 임대 선수로 가게 된다.
이후에도 출장기회를 잡지 못한 그는 결국 2011년 칼리아리 칼초로 돌아왔다. 그러나 칼리아리에서 복귀 전을 치르기 전에 칼초 카타니아로 이적하였다. 그리고 1년간 활약한 뒤에 은퇴하였다.